# Unterwasservulkan am Ostpazifischen Rücken bei 8° Süd
Koordinaten: 8° 16′ S, 107° 57′ W
Am Ostpazifischen Rücken befindet sich bei 8° 16' südliche Breite und 107° 57' westliche Länge in rund 2800 m Tiefe ein ca. 220 km² großes Lavafeld, mit einem geschätzten Volumen von 15 km³. Da es auf Echolotaufzeichnungen sehr deutlich erscheint, was auf weitgehend fehlende Sedimentbedeckung schließen lässt, wird ein sehr junges Alter angenommen. Das Auftreten einer Fahne erhöhter Helium-3-Konzentration im Meerwasser, die sich zeitlich und örtlich auf diesen Bereich zurückrechnen ließ, sowie einige ungewöhnliche Erdbeben, die nicht im Zusammenhang mit der Wilkes-Transformstörung in der Nähe zu bringen waren, und die in dieser Region 1964, 1965, und 1969 auftraten, lassen eine Entstehungszeit des Lavafeldes in dieser Zeit durch Spaltenausprüche eines Unterwasser-Vulkanes vermuten.
Die dem Vulkan nächstgelegene Landmasse ist die zum Galapagos-Archipel gehörende Insel Isabela in ca. 820 km Entfernung.